# 루이스 가라비토
루이스 알프레도 가라비토 쿠비요스(스페인어: Luis Alfredo Garavito Cubillos: 1957년 1월 25일~2023년 10월 12일)는 콜롬비아의 강간범, 연쇄살인범이다. 1999년 체포되어 아동 138명에 대한 강간, 살해 혐의에 유죄가 확정되어 징역 1,853년을 선고받았다. 이것은 법정에서 인정된 피해자만 헤아린 것이고, 가라비토가 자백하여 발굴된 유골들을 모두 합치면 실제 피살자 수는 300명을 넘을 수도 있다.